# Anfangskreuz
Mit Anfangskreuz benennt man ein Kreuzzeichen, das vor einer Inschrift auf einer Klinge angebracht wird. Es wird oft vor religiösen oder privaten Beschriftungen eingeätzt oder graviert. Das Kreuzzeichen selbst kann in verschiedenen Formen (Malteserkreuz, Johanniterkreuz) dargestellt sein. Anfangskreuze finden sich auch bei Beschriftungen von Glocken, in Siegeln und auf Münzen. 